# Мвесигва, Эндрю
Эндрю Мвесигва (англ. Andrew Mwesigwa; 24 апреля 1980, Камули, Уганда) — угандийский футболист, защитник. Выступал в сборной Уганды.

## Карьера
Мвесигва начал свою карьеру в 2002 году с угандийской командой «Вилла». В 2006 году перешёл в исландский клуб «Вестманнаэйяр». В 2010 году провел сезон в китайском клубе. В феврале 2011 года подписал двухлетний контракт с казахстанским клубом «Ордабасы».

## Достижения
«Ордабасы»
- Обладатель Кубка Казахстана: 2011
- Обладатель Суперкубка Казахстана: 2012